# 援護
| ウィキペディアには「援護」という見出しの百科事典記事はありません（タイトルに「援護」を含むページの一覧/「援護」で始まるページの一覧）。 代わりにウィクショナリーのページ「援護」が役に立つかもしれません。 |